# Союз писателей Литвы
Сою́з писа́телей Литвы́ (СПЛ; лит. Lietuvos rašytojų sąjunga) — объединение поэтов, прозаиков, драматургов, переводчиков, литературных критиков и литературоведов Литвы. В союзе состоят также проживающие за границей литовские писатели. Насчитывается свыше 350 членов.
Правление и администрация Союза писателей Литвы располагаются в Вильнюсе во дворце Союза писателей Литвы по адресу улица К. Сирвидо 6 (K. Sirvydo g. 6). Здесь же размещается Издательство Союза писателей Литвы (Lietuvos rašytojų sąjungos leidykla). Действуют отделения союза в Каунасе и Клайпеде. Союз писателей — один из учредителей (в 1991 году; наряду с Союзом журналистов Литвы, Союзом композиторов Литвы, Союзом художников Литвы и другими творческими союзами) и членов Литовской ассоциации защиты авторских прав (Lietuvos autorių teisių gynimo asociacija). С 1992 года СПЛ — член Европейской конфедерации организаций писателей European Writers’ Congress.
Союзу принадлежит издательство, книжные магазины, библиотека, клуб, дома отдыха и творчества. Союзом руководит председатель и правление, избираемые съездом. Съезды Союза писателей Литвы проводятся раз в четыре года (1990, 1994, 1998, 2002). В настоящее время председатель СПЛ с 2018 года Бируте Йонушкайте.

## Деятельность

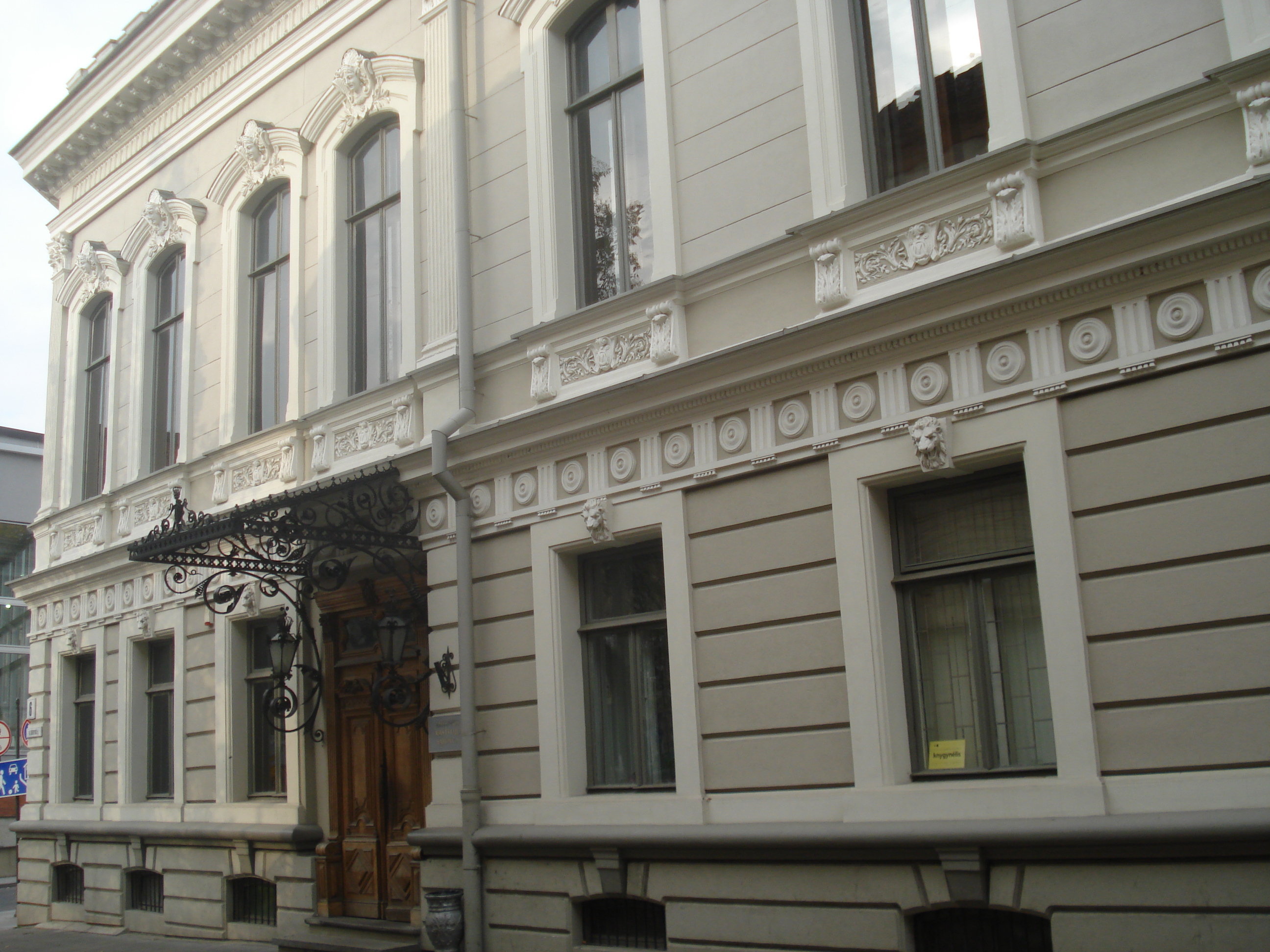
Союз писателей Литвы

Союз в своей деятельности руководствуется своим уставом. СПЛ издаёт периодические издания — журналы «Мятай» („Metai“) на литовском языке и «Вильнюс» („Vilnius“) на английском и русском языках, еженедельники «Литература ир мянас» („Literatūra ir menas“) и «Нямунас» („Nemunas“).
Членами СПЛ являются писатели, поэты, драматурги, переводчики, а также литературоведы и литературные критики (например, с 1975 года в СПЛ состоит Пятрас Браженас, в 1976—1986 годах — секретарь правления СПЛ, в 1986—1990 годах — первый секретарь правления СПЛ). СПЛ устраивает литературные вечера. С 1965 года СПЛ проводит ежегодный международный фестиваль поэзии «Весна поэзии» (Poezijos pavasaris), сопровождаемый выпуском одноименного альманаха с произведениями участников фестиваля. С 1991 года СПЛ присуждает ежегодную премию за творческие достижения. В 1993 году союз учредил Литературный фонд для материальной поддержки писателей.

## История
Союз писателей Литвы под своим нынешним названием и на современных основаниях действует с 1989 года, когда на внеочередном съезде Союз писателей Литовской ССР отделился от Союза советских писателей, приняв декларацию об организационной самостоятельности, свой устав и новое название.
СПЛ продолжает деятельность Секции литераторов Общества литовских творцов искусства (Lietuvių meno kūrėjų draugijos Literatų sekcija, 1920—1934), Союза литовских писателей и журналистов (Lietuvių rašytojų ir žurnalistų sąjunga, 1922—1932), Общества литовских писателей (Lietuvos rašytojų draugija, 1932—1944), Союза советских писателей Литовской ССР (Lietuvos TSR tarybinių rašytojų sąjunga, 1945—1989), как сказано в уставе Союза и утверждает официальная страница Союза писателей Литвы.

### Союз писателей Литовской ССР
В период советизации Литвы в 1940—1941 годах действовал организационный комитет, готовивший создание Союза советских литовских писателей; председателем его был Пятрас Цвирка. Во время войны в 1942—1944 годах в Москве работало организационное бюро под руководством ответственного секретаря Костаса Корскасаса. После освобождения Литвы от немецкой оккупации и возвращения советских властей 1 ноября 1944 года было объявлено о возобновлении работы Союза советских литовских писателей. 19 декабря того же года было утверждено его правление (председатель Костас Корсакас), начавшее вести регистрацию членов. Не все писатели могли быть членами союза: при приёме учитывались политические взгляды и отчасти характер творчества. Было зарегистрировано 78 членов и 4 кандидата, из них более половины составляли бывшие члены довоенного Общества литовских писателей.
25—27 октября 1945 года в Вильнюсе прошёл съезд писателей, на котором было официально образовано отделение Союза советских писателей — Союз советских писателей Литовской ССР (Lietuvos TSR tarybinių rašytojų sąjunga), было избрано правление (председатель Пятрас Цвирка) и утверждён список членов. Союз советских писателей Литовской ССР был составной частью Союза советских писателей, органы руководства ССП были органами руководства и для литовской организации. Своего устава у Союза советских писателей Литовской ССР не было, он руководствовался уставом Союза советских писателей. Союз советских писателей Литовской ССР позднее стал называться Союзом писателей Литовской ССР, однако по-прежнему официально декларировал идеологическую лояльность советской власти и верность доктрине социалистического реализма. С другой стороны, Союз писателей и его члены способствовали сохранению и развитию литовского языка и культуры.
Во второй половине 1980-х годов Союз писателей стал одним из активных участников национального возрождения и движения за восстановление независимости Литвы. Многие писатели и влиятельные деятели союза вошли в инициативную группу Литовского движения за перестройку, были избраны в Сейм Саюдиса, позднее избирались депутатами Верховного Совета СССР и Верховного Совета Литвы (Восстановительного Сейма).
Высшим органом власти Союза писателей были съезды, проводившиеся в 1945, 1954, 1959, 1965, 1970, 1976, 1981 и 1986 годах. После реорганизационного съезда в 1989 году, утвердившего самостоятельность союза, ежегодно проводились общие собрания, а обычно раз в четыре года — съезды в Вильнюсе (1990, 1994, 1998, 2002, 2005 и 2006).

## Председатели
Председатели Союза писателей Литовской ССР
- Костас Корсакас (1944—1945)
- Пятрас Цвирка (1945—1947)
- Йонас Шимкус (1947—1954)
- Антанас Венцлова (1954—1959)
- Эдуардас Межелайтис (1959—1970)
- Алфонсас Беляускас (1970—1975)
- Алфонсас Малдонис (1975—1988)
- Витаутас Мартинкус (1988—1989)

Председатели Союза писателей Литвы
- Витаутас Мартинкус (1989—1994)
- Валянтинас Свянтицкас (1994—2002)
- Йонас Линяускас (2002—2011)
- Антанас А. Йонинас (2011—2018)